# WWE Raw
 (транскр.  Даблју-Даблју-И ро) амерички је телевизијски програм који производи WWE и приказује рвачке борбе. Тренутно се приказује сваког понедељка путем платформе Netflix.